# (4568) Menkaure
(4568) Menkaure (1983 RY3) – planetoida z pasa głównego asteroid okrążająca Słońce w ciągu 5 lat i 108 dni w średniej odległości 3,04 j.a. Została odkryta 2 września 1983 roku.